# Primavera de Praga
La Primavera de Praga (en checo: Pražské jaro; en eslovaco: Pražská jar) fue un periodo de liberalización política y protesta masiva en Checoslovaquia como Estado socialista después de la Segunda Guerra Mundial. Comenzó el 5 de enero de 1968, cuando el reformista Alexander Dubček fue elegido primer secretario del Partido Comunista de Checoslovaquia (KSČ), y continuó hasta el 21 de agosto de 1968, cuando la Unión Soviética junto con otros miembros del Pacto de Varsovia, para reprimir las reformas, invadieron el país.
Las reformas de la Primavera de Praga fueron un fuerte intento de Dubček para otorgar derechos adicionales a los ciudadanos de Checoslovaquia en un acto de descentralización parcial de la economía y de democratización. Las libertades otorgadas incluyeron un aflojamiento de las restricciones en los medios de comunicación, la libertad de expresión y de desplazamiento. Después de la discusión nacional sobre la división del país en una federación de tres repúblicas —Bohemia, Moravia-Silesia y Eslovaquia—, Dubček supervisó la decisión de dividirse en dos: la República Socialista Checa y la República Socialista Eslovaca. Esta doble federación fue el único cambio formal que sobrevivió a la invasión.
Las reformas, especialmente la descentralización de la autoridad administrativa, no fueron bien recibidas por los soviéticos, quienes, tras negociaciones fallidas, enviaron medio millón de tropas y tanques del Pacto de Varsovia para ocupar el país. The New York Times citó informes de 650 000 hombres equipados con las armas más modernas y sofisticadas del catálogo militar soviético. Una gran ola de emigración barrió Checoslovaquia. La resistencia se expandió a todo el país, lo que implicó un intento de fraternización, el sabotaje de las señales de tráfico, el desafío a los toques de queda, etc. Si los militares soviéticos predijeron que llevaría cuatro días dominar al país, la resistencia se mantuvo durante ocho meses hasta que finalmente fue burlada por estratagemas diplomáticas (ver más abajo). Se convirtió en un ejemplo de alto perfil de la defensa basada en civiles; hubo actos esporádicos de violencia y varios suicidios de protesta por inmolación (el más famoso fue el de Jan Palach), pero no hubo resistencia militar. Checoslovaquia permaneció controlada por la Unión Soviética hasta 1989, cuando la Revolución de Terciopelo finalizó pacíficamente el régimen comunista. Las últimas tropas soviéticas abandonaron el país en 1991.
Después de la invasión, Checoslovaquia entró en un período conocido como «normalización»: los líderes posteriores intentaron restaurar los valores políticos y económicos que habían prevalecido antes de que Dubček obtuviera el control de KSČ. Gustáv Husák, quien reemplazó a Dubček como primer secretario y también fue nombrado presidente, revirtió casi todas las reformas. La Primavera de Praga inspiró música y literatura checoslovacas, incluyendo la obra de Václav Havel, Karel Husa, Karel Kryl y la novela de Milan Kundera La insoportable levedad del ser.

## Contexto histórico

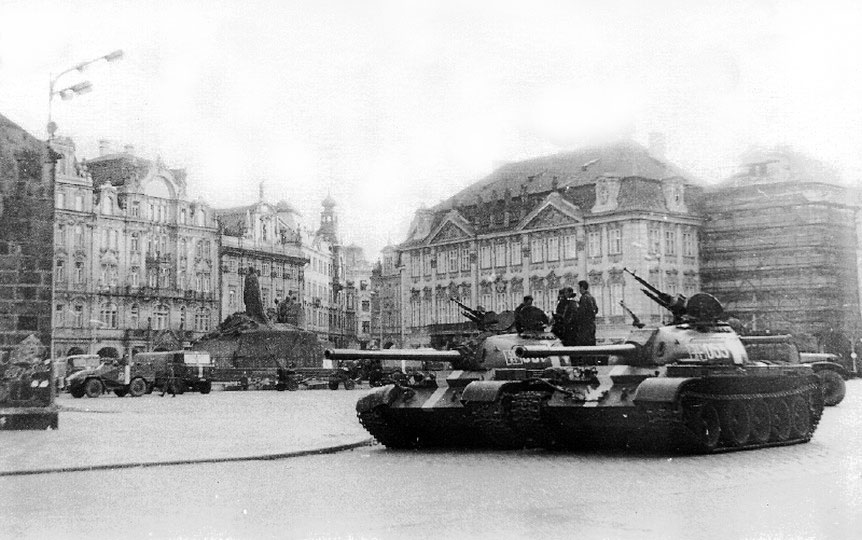
Tanques soviéticos en la Plaza de la Ciudad Vieja de Praga

El proceso de desestalinización en Checoslovaquia comenzó bajo Antonín Novotný a fines de la década de 1950 y principios de la década de 1960, pero progresó más lentamente que en la mayoría de los otros Estados del bloque del Este. Siguiendo el ejemplo de Nikita Jrushchov, Novotný proclamó la finalización del socialismo y, en consecuencia, la nueva Constitución adoptó el nombre de República Socialista Checoslovaca. El ritmo del cambio, sin embargo, fue lento; la rehabilitación de las víctimas de la era estalinista, como las condenadas en los juicios de Slánský, puede haber sido considerada ya en 1963, pero no tuvo lugar hasta 1967.
A principios de la década de 1960, Checoslovaquia sufrió una recesión económica. El modelo soviético de industrialización se aplicó pobremente al país. Checoslovaquia ya estaba bastante industrializada antes de la Segunda Guerra Mundial y el modelo soviético tuvo en cuenta principalmente las economías menos desarrolladas. El intento de Novotný de reestructurar la economía, el Nuevo Modelo Económico de 1965, también impulsó una mayor demanda de reformas políticas.

### Congreso de los escritores de 1967
A medida que el estricto régimen flexibilizó sus reglas, la Unión de Escritores Checoslovacos comenzó a expresar con cautela el descontento y en la gaceta de la unión, Literární Noviny ('Periódico Literario'), los miembros sugirieron que la literatura debería ser independiente de la doctrina del Partido. En junio de 1967 una pequeña fracción de la unión de escritores checos simpatizaba con los socialistas radicales, específicamente Ludvík Vaculík, Milan Kundera, Jan Procházka, Antonín Jaroslav Liehm, Pavel Kohout e Ivan Klíma.
Unos meses después, en una reunión del Partido, se decidió que se tomarían medidas administrativas contra los escritores que expresaron abiertamente su apoyo a la reforma. Como solo una pequeña parte del sindicato tenía estas creencias, se confió en los miembros restantes para que disciplinaran a sus colegas. El control sobre el Literární Noviny y varias otras editoriales se transfirió al Ministerio de Cultura, e incluso a los miembros del Partido que luego se convirtieron en importantes reformadores —como el propio Dubček— respaldaron estas medidas.

## Ascenso al poder de Dubček
Mientras el presidente Antonín Novotný estaba perdiendo apoyo, Alexander Dubček, primer secretario del regional Partido Comunista de Eslovaquia (KSS), y el economista Ota Šik lo desafiaron en una reunión del Comité Central. Novotný luego invitó al secretario general del Partido Comunista de la Unión Soviética, Leonid Brézhnev, a Praga en diciembre, en busca de apoyo; pero Brézhnev estaba sorprendido por el alcance de la oposición a Novotný y, por lo tanto, apoyó su destitución como líder de Checoslovaquia. Dubček reemplazó a Novotný como primer secretario el 5 de enero de 1968. El 22 de marzo de 1968, Novotný renunció a su presidencia y fue reemplazado por Ludvík Svoboda, quien más tarde dio su consentimiento a las reformas.
Los primeros signos de cambio fueron pocos. Cuando Josef Smrkovský, miembro del Presídium del Partido Comunista de Checoslovaquia (KSČ), fue entrevistado para el periódico comunista oficial Rudé Právo, en un artículo titulado «Lo que está por venir», insistió en que el nombramiento de Dubček en el pleno de enero fomentaría los objetivos del socialismo y mantendría la naturaleza de clase trabajadora del Partido Comunista.

### Literární Listy
Sin embargo, justo después de que Dubček asumiera el poder, el erudito Eduard Goldstücker fue elegido presidente de la Unión de Escritores Checoslovacos y, por lo tanto, en jefe del semanario comunista Literární Noviny, que anteriormente estaba lleno de leales al partido. Goldstücker probó los límites de la devoción de Dubček por la libertad de prensa cuando apareció en una entrevista televisiva como el nuevo jefe del sindicato. El 4 de febrero, frente a toda la nación, criticó abiertamente a Novotny y expuso todas las políticas no informadas de Novotny, explicando cómo impedían el progreso en Checoslovaquia.
A pesar de la declaración oficial del Gobierno que permitió la libertad de prensa, este fue el primer juicio sobre si Dubček se tomaba en serio las reformas. Goldstücker apenas tuvo repercusión y Dubček, en cambio, comenzó a construir un sentido de confianza entre los medios de comunicación, el Gobierno y los ciudadanos. Fue bajo Goldstücker que el nombre de la revista se cambió a Literární Listy y, el 29 de febrero de 1968, la Unión de Escritores publicó la primera copia de Literární Listy sin censura. Para agosto de 1968, Literární Listy tenía una circulación de 300 000 ejemplares, lo que la convierte en la publicación más difundida de Europa.

## Socialismo con rostro humano
En el vigésimo aniversario del «febrero victorioso», Dubček pronunció un discurso en que explicaba la necesidad de un cambio tras el triunfo del socialismo. Hizo hincapié en la necesidad de «imponer el papel de liderazgo del partido de manera más efectiva» y reconoció que, a pesar de las urgencias de Klement Gottwald para mejorar las relaciones con la sociedad, el Partido había dictado con demasiada frecuencia fallos en cuestiones triviales. Dubček declaró que la misión del Partido era «construir una sociedad socialista avanzada sobre bases económicas sólidas, un socialismo que corresponda a las tradiciones democráticas históricas de Checoslovaquia, de acuerdo con la experiencia de otros partidos comunistas».
Uno de los pasos más importantes hacia la reforma fue la abolición de la censura el 4 de marzo de 1968 (por primera vez en la historia checa); asimismo, fue la única reforma completamente implementada, aunque solo por un corto periodo. Desde el instrumento de propaganda del Partido, los medios de comunicación se convirtieron rápidamente en el instrumento de crítica del régimen.
En abril Dubček lanzó un «Programa de Acción» de liberalizaciones, que incluía el aumento de la libertad de prensa, la libertad de expresión y la libertad de movimiento, con énfasis económico en los bienes de consumo y la posibilidad de un Gobierno multipartidista. El programa se basó en la opinión de que «el socialismo no puede significar solo la liberación de los trabajadores de la dominación de explotar las relaciones de clase, sino que debe hacer más provisiones para una vida más completa de la personalidad que cualquier democracia burguesa». Limitaría el poder de la Seguridad del Estado —la policía secreta— y prevería la federalización de Checoslovaquia en dos naciones iguales. El programa también cubrió la política exterior, incluido el mantenimiento de buenas relaciones con los países occidentales y la cooperación con la Unión Soviética y otros países del bloque del Este. Dubček habló de una transición de diez años a través de que las elecciones democráticas serían posibles y una nueva forma de socialismo democrático reemplazaría el statu quo.
Los redactores del Programa de Acción tuvieron cuidado de no criticar las acciones del régimen comunista de la posguerra, solo para señalar las políticas que consideraban que habían dejado de ser útiles. Por ejemplo, la situación inmediata de la posguerra había requerido «métodos centralistas y directivo-administrativos» para luchar contra los «restos de la burguesía». Como se decía que las «clases antagónicas» habían sido derrotadas con el logro del socialismo, estos métodos ya no eran necesarios. Se necesitaba una reforma para que la economía checoslovaca se uniera a la «revolución científico-técnica en el mundo», en lugar de depender de la industria pesada, la fuerza laboral y las materias primas de la era estalinista. Además, dado que se había superado el conflicto de clases interno, los trabajadores ahora podían ser debidamente recompensados por sus calificaciones y habilidades técnicas sin contravenir el marxismo-leninismo. El Programa sugirió que ahora era necesario asegurar que las posiciones importantes fueran «ocupadas por cuadros de expertos socialistas capaces y educados» para competir con el capitalismo.
Aunque se estipuló que la reforma debía proceder bajo la dirección de KSČ, la presión popular aumentó para implementar las reformas de inmediato. Los elementos radicales se hicieron más vocales: las polémicas antisoviéticas aparecieron en la prensa el 26 de junio de 1968, los socialdemócratas comenzaron a formar un partido separado y se crearon nuevos clubes políticos no afiliados. Los conservadores del partido instaron a tomar medidas represivas, pero Dubček aconsejó moderación y volvió a enfatizar el liderazgo del Partido.  En abril Dubček apuntó en el Presídium del KSČ un programa político de «socialismo con rostro humano». En mayo anunció que el XIV Congreso del Partido se reuniría en una sesión temprana el 9 de septiembre. El congreso incorporaría el Programa de Acción en los estatutos del partido, redactaría una ley de federalización y elegiría un nuevo comité central.
Las reformas de Dubček garantizaban la libertad de prensa, y los comentarios políticos se permitieron por primera vez en los principales medios de comunicación. En el momento de la Primavera de Praga, las exportaciones checoslovacas estaban disminuyendo en competitividad, y las reformas de Dubček planearon resolver estos problemas al mezclar las economías planificadas y de mercado. Dentro del partido hubo diferentes opiniones sobre cómo debería proceder: algunos economistas deseaban una economía más mixta, mientras que otros querían que la economía siguiera siendo mayormente planificada. Dubček continuó enfatizando la importancia de la reforma económica que se desarrolla bajo el gobierno del Partido Comunista.
El 27 de junio Ludvík Vaculík, escritor y periodista crítico, publicó un manifiesto titulado Las dos mil palabras, donde expresó su preocupación por los elementos conservadores dentro del KSČ y las «fuerzas extranjeras». Pidió a las personas que tomasen la iniciativa para implementar el programa de reformas. Dubček, el Presídium, el Frente Nacional y el gabinete denunciaron aquel manifiesto.

### Publicaciones y medios
La relajación de la censura de Dubček marcó el comienzo de un breve período de libertad de expresión y de prensa. La primera manifestación tangible de esta nueva política de apertura fue la producción del semanario comunista de línea dura Literární Listy, antiguo Literární Noviny.
La libertad de prensa también abrió la puerta para la primera mirada honesta al pasado de Checoslovaquia por parte de la gente de Checoslovaquia. Muchas de las investigaciones se centraron en la historia del país bajo el socialismo, especialmente en el período estalinista. En una aparición televisiva, Goldstücker presentó fotografías manipuladas de antiguos líderes comunistas que habían sido purgados, encarcelados o ejecutados y, por lo tanto, borradas de la historia comunista. La Unión de Escritores también formó un comité en abril de 1968, encabezado por el poeta Jaroslav Seifert, para investigar la persecución de escritores después de la toma de posesión comunista en febrero de 1948 y rehabilitar a las figuras literarias en la Unión, las librerías y bibliotecas y el mundo literario. Las discusiones sobre el estado del comunismo y las ideas abstractas como la libertad y la identidad también se estaban volviendo más comunes; pronto empezaron a aparecer publicaciones que no eran parte, como el diario sindical Prace ('trabajo'). A esto también ayudó el Sindicato de Periodistas, que en marzo de 1968 ya había persuadido a la Junta Central de Publicaciones, el censor del Gobierno, para permitir que los editores recibieran suscripciones sin censura a los periódicos extranjeros, lo que permitiría un diálogo más internacional en torno a las noticias.
La prensa, la radio y la televisión también contribuyeron a estas discusiones, al organizar reuniones donde estudiantes y trabajadores jóvenes podían hacer preguntas a escritores como Goldstücker, Pavel Kohout y Jan Prochazka, o a víctimas políticas como Josef Smrkovský, Zdeněk Hejzlar y Gustáv Husák. La televisión también transmitió reuniones entre los antiguos presos políticos y los líderes comunistas de la Seguridad del Estado o las cárceles donde se encontraban. Lo más importante es que esta nueva libertad de prensa y la introducción de la televisión en la vida cotidiana de los ciudadanos checoslovacos trasladaron el diálogo político de la esfera intelectual a la popular.

## Reacción soviética
La reacción inicial dentro del bloque comunista fue mixta. El primer ministro húngaro János Kádár apoyó el nombramiento de Dubček en enero, pero Leonid Brézhnev y otros temieron que sus reformas podrían debilitar la posición del bloque del Este durante la Guerra Fría.
En una reunión en Dresde (Alemania Oriental) el 23 de marzo, los líderes de los Cinco de Varsovia (la Unión Soviética, Hungría, Polonia, Bulgaria y Alemania Oriental) interrogaron a una delegación checoslovaca sobre las reformas planeadas, sugiriendo que cualquier referencia sobre «democratización» implicaba una velada crítica del modelo soviético. Władysław Gomułka y János Kádár estaban menos preocupados por las propias reformas que por las crecientes críticas formuladas por los medios de comunicación checoslovacos, y temían que la situación pudiera ser «similar al prólogo de la Revolución húngara de 1956». Se mencionaron expresiones del Programa de Acción KSČ de abril para afirmar que no se planeaba una contrarrevolución. Kieran Williams sugiere que Dubček quizás se sorprendió ante las sugerencias soviéticas, pero no las resintió.
El liderazgo soviético intentó detener o limitar los cambios en Checoslovaquia a través de una serie de negociaciones. La Unión Soviética aceptó conversaciones bilaterales con el país en julio en Čierna nad Tisou, cerca de la frontera eslovaco-soviética. En la reunión, del 29 de julio al 1 de agosto, asistieron Brézhnev, Alekséi Kosyguin, Nikolái Podgorni, Mijaíl Súslov y otros del lado soviético; y Dubček, Svoboda, Oldřich Černík, Smrkovský y otros del lado checoslovaco. Dubček defendió las propuestas del ala reformista del KSČ, al tiempo que se comprometió con el Pacto de Varsovia y el COMECON. Sin embargo, el liderazgo del KSČ se dividió entre reformadores convencidos (Josef Smrkovský, Oldřich Černík y František Kriegel), quienes apoyaron a Dubček, y conservadores o antirreformistas (Vasiľ Biľak, Drahomír Kolder y Oldřich Švestka).
Brézhnev impuso un compromiso. Los delegados del KSČ reafirmaron su lealtad al Pacto de Varsovia y prometieron frenar las tendencias «antisocialistas», evitar la reactivación del Partido Socialdemócrata y controlar la prensa de manera más efectiva. Los soviéticos acordaron retirar sus tropas (aún en Checoslovaquia después de las maniobras de junio) y permitir el Congreso del Partido del 9 de septiembre.
El 3 de agosto representantes de los Cinco de Varsovia y Checoslovaquia se reunieron en Bratislava y firmaron la Declaración de Bratislava. La declaración afirmaba una inquebrantable fidelidad al marxismo-leninismo y al internacionalismo proletario; además, afirmaba una lucha implacable contra la ideología «burguesa» y todas las fuerzas «antisocialistas». La Unión Soviética expresó su intención de intervenir en un país del Pacto de Varsovia si se estableciera un sistema «burgués», un sistema pluralista de varios partidos políticos que representan diferentes facciones de la clase capitalista. Después de la conferencia de Bratislava, el ejército soviético abandonó el territorio checoslovaco, pero se mantuvo a lo largo de sus fronteras.

### Invasión de las tropas del Pacto de Varsovia

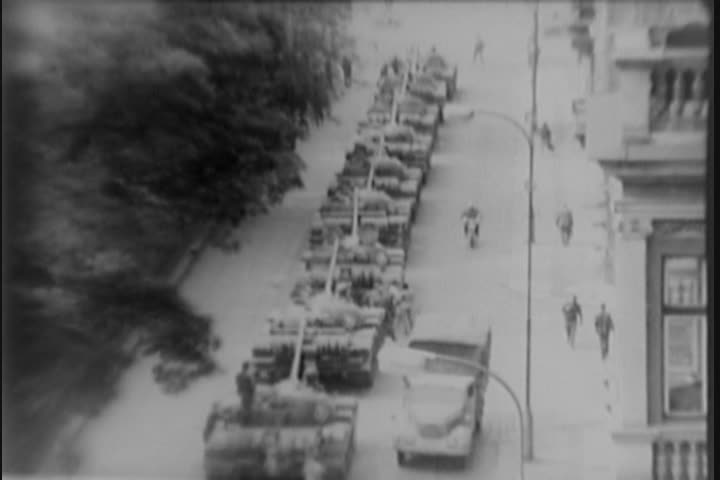
Columna de tanques del Pacto de Varsovia durante la invasión

Como estas conversaciones resultaron insatisfactorias, los soviéticos comenzaron a considerar una alternativa militar. La política de la Unión Soviética de obligar a los Gobiernos socialistas de sus Estados satélites a subordinar sus intereses nacionales a los del bloque del Este —a través de la fuerza militar si fuera necesario— se conoció como la doctrina Brézhnev. Según esta, las fuerzas hostiles al socialismo presentes en algún país socialista se convertían en un problema concerniente a todos los países comunistas y, de manera implícita, la URSS podía invadir a aquellas naciones cuyo socialismo no contaba con su aprobación. En la noche del 20 al 21 de agosto de 1968, los ejércitos de cuatro países del Pacto de Varsovia —la Unión Soviética, Bulgaria, Polonia y Hungría— invadieron la República Socialista Checoslovaca.
Esa noche 200 000 militares y 2000 tanques entraron al país. Primero ocuparon el aeropuerto internacional de Ruzyně, donde se organizó el despliegue aéreo de más tropas. Las fuerzas checoslovacas fueron confinadas a sus cuarteles, rodeados hasta que se mitigó la amenaza de un contraataque. Por la mañana del 21 de agosto se ocupó Checoslovaquia.
Ni Rumania ni Albania participaron en la invasión. El comando soviético se abstuvo de recurrir a las tropas de Alemania Oriental por temor a revivir los recuerdos de la invasión nazi en marzo de 1938. Durante la invasión de los ejércitos del Pacto de Varsovia, 72 checos y eslovacos fueron asesinados (19 de ellos en Eslovaquia), 266 heridos de gravedad y otros 436 levemente heridos. Alexander Dubček pidió a su gente que no se resistiera. Sin embargo, hubo resistencia dispersa en las calles. Las señales de tránsito en las ciudades fueron eliminadas o pintadas, excepto aquellas que indican el camino a Moscú. Muchas aldeas pequeñas se llamaron «Dubček» o «Svoboda»; así, sin equipo de navegación, los invasores a menudo se confundían.
En la noche de la invasión, el Presídium checoslovaco declaró que las tropas del Pacto de Varsovia habían cruzado la frontera sin el conocimiento del Gobierno checoslovaco. No obstante, la prensa soviética imprimió una solicitud sin firma, supuestamente emitida por los gobernantes del país y el KSČ, que demandaba «asistencia inmediata, incluida la asistencia con las fuerzas armadas». En el XIV Congreso del KSČ —realizado en secreto, inmediatamente después de la intervención— se hizo hincapié en que ningún miembro de la dirección había invitado a la intervención. La evidencia más reciente sugiere que los miembros conservadores del KSČ (incluidos Biľak, Švestka, Kolder, Indra y Kapek) enviaron una solicitud de intervención a los soviéticos. La invasión fue seguida por una ola de emigración nunca vista, que se detuvo poco después. Se estima que 70 000 ciudadanos huyeron inmediatamente, con un total final de unos 300 000 checoslovacos.
Los soviéticos atribuyeron la invasión a la doctrina Brézhnev, que afirmaba el derecho de la Unión Soviética a intervenir cada vez que un país del bloque oriental pareciese estar haciendo un cambio hacia el capitalismo. Sin embargo, aún existe cierta incertidumbre sobre qué provocación (si es que ocurrió alguna) motivó la invasión de los ejércitos del Pacto de Varsovia. Antes de la invasión fue un período bastante tranquilo, sin que se produjeran eventos importantes en Checoslovaquia.

### Reacciones a la invasión

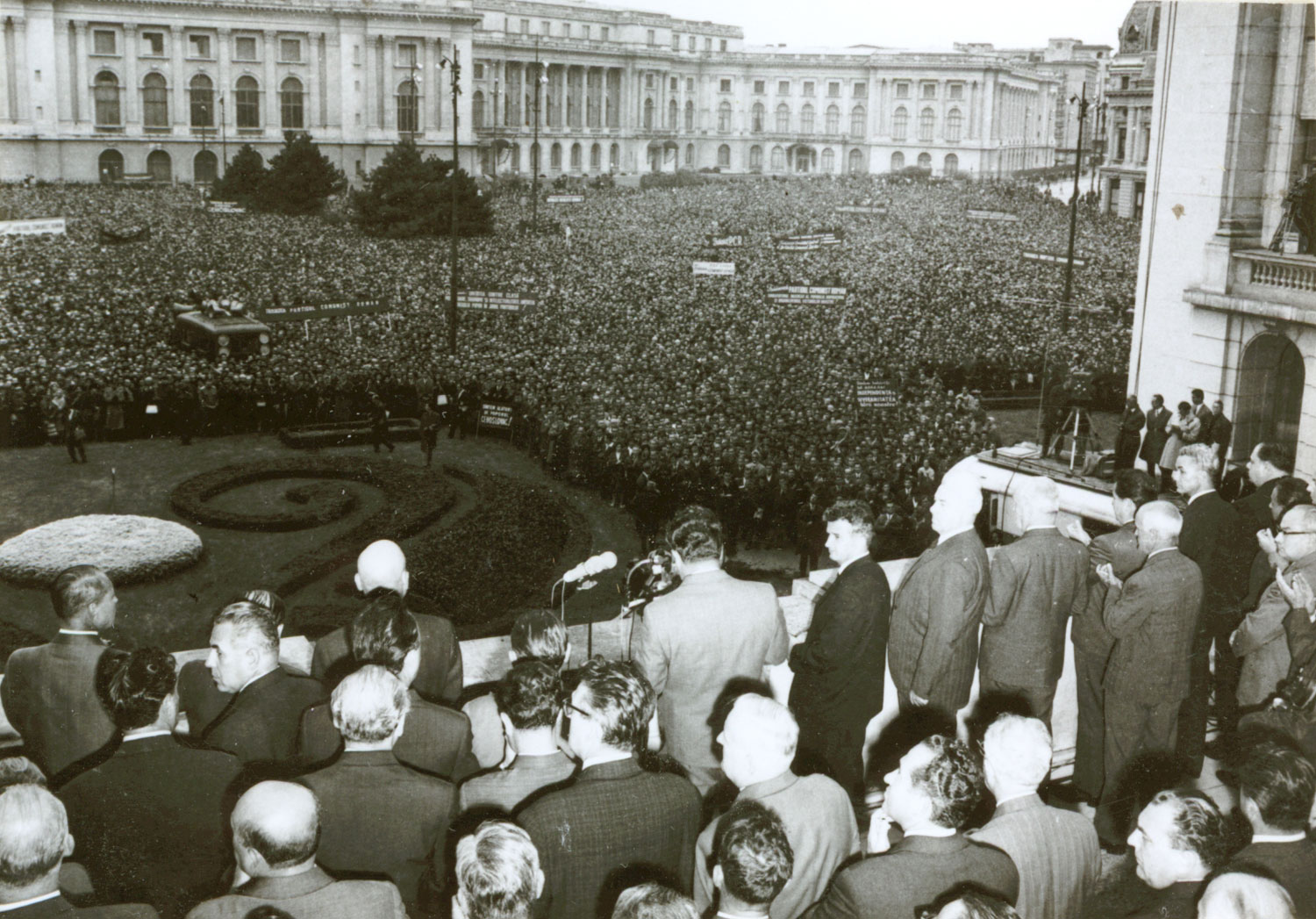
Nicolae Ceaușescu en agosto de 1968, repudiando la invasión soviética de Checoslovaquia.

En Checoslovaquia, especialmente en la semana inmediatamente posterior a la invasión, la oposición popular se expresó en numerosos actos espontáneos de resistencia no violenta. Los civiles dieron intencionalmente instrucciones equivocadas a los soldados invasores, mientras que otros identificaron y siguieron los automóviles que pertenecían a la Seguridad del Estado. El 16 de enero de 1969, el estudiante Jan Palach se quemó a lo bonzo en la Plaza de Wenceslao de Praga para protestar contra la supresión de la libertad de expresión.
La resistencia generalizada hizo que la Unión Soviética abandonara su plan original para expulsar al primer secretario. Dubček, que había sido arrestado la noche del 20 de agosto, fue llevado a Moscú para las negociaciones. Allí, junto a varios otros líderes (incluidos todos los funcionarios de mayor rango, el presidente Svoboda, el primer ministro Černík y el presidente de la Asamblea Nacional Smrkovský) firmaron el Protocolo de Moscú, bajo la fuerte presión de los políticos soviéticos, y se acordó que Dubček permanecería en el cargo con un programa de reforma moderada.

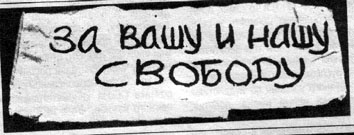
Cartel de los manifestantes de la Plaza Roja: Por vuestra libertad y la nuestra.

El 25 de agosto siete ciudadanos de la Unión Soviética que no aprobaron la invasión protestaron en la Plaza Roja, donde abrieron pancartas con consignas contra ella. Los manifestantes fueron brutalmente golpeados y arrestados por las fuerzas de seguridad, y luego castigados por un tribunal secreto; la protesta fue apodada «antisoviética» y varias personas fueron detenidas en hospitales psiquiátricos.
Un efecto más pronunciado tuvo lugar en Rumania, donde Nicolae Ceaușescu, secretario general del Partido Comunista Rumano (PCR), ya era un firme opositor de las influencias soviéticas y un autoproclamado partidario de Dubček. El día de la invasión Ceaușescu pronunció un discurso público en Bucarest describiendo las políticas soviéticas en términos poco favorables. Asimismo, Enver Hoxha sacó a Albania del Pacto de Varsovia en oposición y calificó a la invasión como un acto de «socialimperialismo».

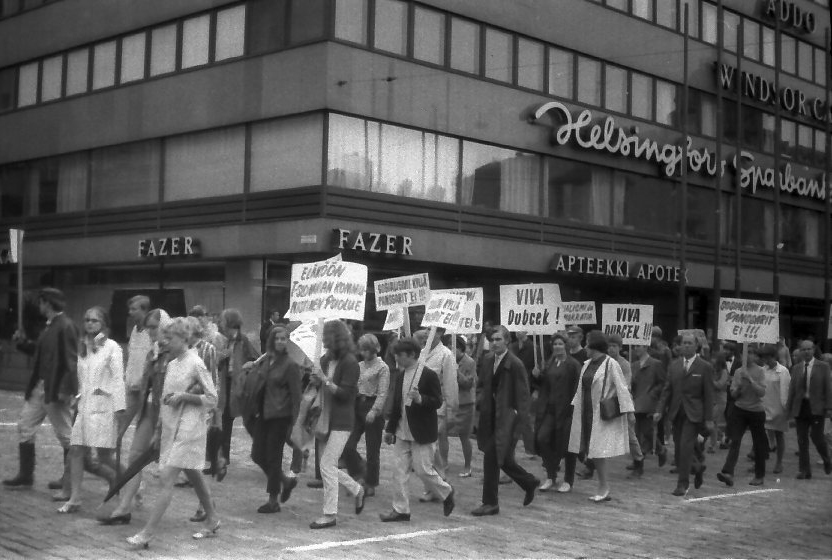
Manifestación en Helsinki contra la invasión de Checoslovaquia.

En Finlandia, un país bajo cierta influencia política soviética, la ocupación causó un gran escándalo. Al igual que los partidos comunistas italiano (PCI) y francés (PCF), la mayoría del Partido Comunista de Finlandia denunció la ocupación. No obstante, el presidente finlandés, Urho Kekkonen, fue el primer político occidental que visitó oficialmente Checoslovaquia después de agosto de 1968; además, el 4 de octubre de 1969 recibió las máximas distinciones checoslovacas de manos del presidente Ludvík Svoboda. El secretario general del Partido Comunista Portugués Álvaro Cunhal fue uno de los pocos líderes políticos de Europa Occidental que apoyó la invasión por considerarlo contrarrevolucionario, junto con el Partido Comunista de Luxemburgo y las facciones conservadoras del Partido Comunista de Grecia.
La mayoría de los países ofrecieron solamente críticas vocales después de la invasión. La noche de la invasión Canadá, Dinamarca, Francia, Paraguay, el Reino Unido y los Estados Unidos solicitaron una reunión del Consejo de Seguridad de las Naciones Unidas. En la reunión el embajador checoslovaco Jan Muzik denunció la invasión. El embajador soviético Yákov Málik insistió en que las acciones del Pacto de Varsovia eran «asistencia fraterna» contra «fuerzas antisociales».
Una de las naciones que condenó la invasión fue China, que se oponía rotundamente a la doctrina Brézhnev. Mao Zedong vio en esta doctrina la base ideológica para una eventual invasión soviética de China, y lanzó una campaña de propaganda condenando la invasión de Checoslovaquia, a pesar de su oposición a la Primavera de Praga. Hablando en un banquete en la embajada rumana en Beijing el 23 de agosto de 1968, el primer ministro chino Zhou Enlai denunció a la Unión Soviética por «política fascista, chovinismo de gran poder, egoísmo nacional e socialimperialismo», y comparó la invasión de Checoslovaquia con la guerra de Vietnam, incluso con las políticas de Adolf Hitler durante la ocupación nazi en el Protectorado de Bohemia y Moravia. Zhou terminó su discurso con un llamado apenas velado para que la gente de Checoslovaquia emprendiera una guerra de guerrillas contra el Ejército Rojo.
Al día siguiente varios países sugirieron una resolución de las Naciones Unidas que condenaba la intervención y exigía el retiro inmediato. Finalmente se tomó una votación de la ONU con diez miembros que apoyaban la moción; Argelia, India y Pakistán se abstuvieron; la Unión Soviética (con poder de veto) y Hungría se opusieron. Los delegados canadienses presentaron de inmediato otra moción solicitando que un representante de la ONU viajara a Praga y trabajara para liberar a los líderes checoslovacos encarcelados.
Para el 26 de agosto, un nuevo representante checoslovaco solicitó que se eliminara todo el tema de la agenda del Consejo de Seguridad. Shirley Temple Black visitó Praga en agosto de 1968 a fin de prepararse para convertirse en el embajador de Estados Unidos para una Checoslovaquia libre. Sin embargo, después de la invasión del 21 de agosto, se convirtió en parte de un convoy de vehículos organizado por la Embajada de los Estados Unidos que evacuó a ciudadanos estadounidenses del país. En agosto de 1989 regresó a Praga como embajadora de los Estados Unidos, tres meses antes de la Revolución de Terciopelo que terminó con 41 años de gobierno comunista.

## Repercusiones

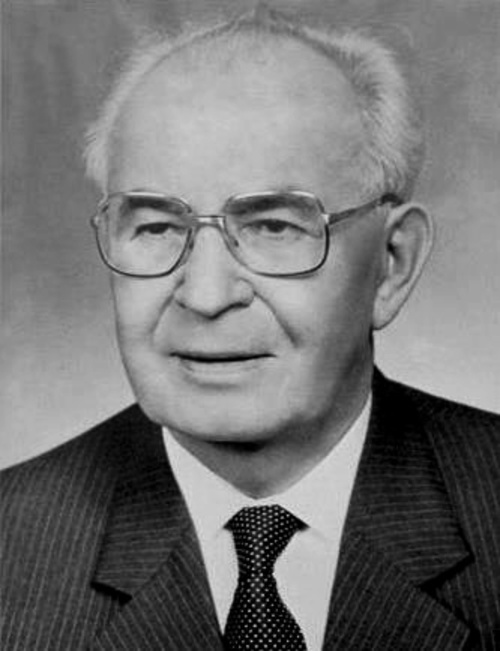
Gustáv Husák

En abril de 1969 Dubček fue sustituido como secretario general por Gustáv Husák, y comenzó un período de «normalización». Dubček fue expulsado del KSČ y se le dio un trabajo como oficial forestal.
Husák revirtió las reformas de Dubček, purgó a los miembros aperturistas del partido y destituyó de su función pública a las élites profesionales e intelectuales que había expresado su desacuerdo con la transformación política. Husák trabajó para restablecer el poder de las autoridades policiales y fortalecer los vínculos con otros países socialistas. También trató de volver a centralizar la economía, ya que una cantidad considerable de libertad se había concedido a las industrias durante la Primavera de Praga. Los comentarios políticos fueron censurados de nuevo en los principales medios de comunicación y también fueron prohibidas las declaraciones políticas de cualquier persona que no se consideraba de «plena confianza política». El único cambio significativo que sobrevivió fue la federalización del país, que creó la República Socialista Checa y la República Socialista Eslovaca en 1969.
En 1987 el líder soviético Mijaíl Gorbachov reconoció que sus políticas de liberalización (glásnost y perestroika) tenían una gran deuda con el «socialismo con rostro humano» de Dubček. Con la caída del socialismo en 1989, Dubček fue nombrado presidente de la Asamblea Federal durante el gobierno de Václav Havel. Cuando se le preguntó cuál era la diferencia entre la Primavera de Praga y las reformas de Gorbachov, un portavoz del Ministerio de Relaciones Exteriores respondió: «Diecinueve años.»
Dubček prestó su apoyo a la Revolución de Terciopelo de diciembre de 1989. Después del colapso del régimen comunista ese mes, Dubček fue elegido presidente de la Asamblea Federal bajo la administración de Havel. Más tarde dirigió el Partido Socialdemócrata de Eslovaquia y habló en contra de la disolución de Checoslovaquia antes de su muerte en noviembre de 1992.

### Normalización y censura
La invasión del Pacto de Varsovia incluyó ataques contra establecimientos de medios, como Radio Praga y la Televisión Checoslovaca, inmediatamente después de que los tanques entraran en Praga el 21 de agosto de 1968. Mientras tanto las estaciones de radio y televisión lograron resistir el tiempo suficiente. Para las transmisiones iniciales de la invasión, lo que los soviéticos no atacaron por la fuerza, atacaron al promulgar la censura del partido. Como reacción a la invasión, el 28 de agosto de 1968 todos los editores checoslovacos acordaron detener la producción de periódicos por el día para permitir un «día de reflexión» para el personal editorial. Los escritores y reporteros acordaron con Dubček apoyar una restitución limitada de la oficina de censura, siempre y cuando durara solo tres meses. Finalmente, en septiembre de 1968, se celebró el pleno del KSČ para establecer la nueva ley de censura. En las palabras de la resolución aprobada por Moscú: «La prensa, la radio y la televisión son, ante todo, los instrumentos para llevar a la práctica las políticas del Partido y el Estado.»
Esto representó el principio del fin para la libertad de los medios de comunicación. Durante noviembre el Presídium, bajo Husak, declaró la prohibición a la prensa checoslovaca de hacer comentarios negativos sobre la invasión, bajo riesgo de violar el acuerdo a que habían llegado a finales de agosto. Cuando los semanarios Reporter y principalmente Politika contestaron duramente al Presídium, el Gobierno prohibió Reporter por un mes, suspendió a Politika indefinidamente y prohibió los programas políticos en radio y televisión.
Los intelectuales estaban atrapados en un impasse: reconocieron la creciente normalización, pero no estaban seguros si confiar en que las medidas eran solo temporales o exigir más. Por ejemplo, todavía creyendo en las promesas de reforma de Dubček, Milan Kundera publicó el artículo «Český úděl» («El destino checo») en Literární Listy el 19 de diciembre. En él escribió:

Lidé, kteří dnes propadají depresi a defétismu lamentujíce, ţe není dostatek záruk, ţe všechno můţe skončit špatně, ţe se opět můţeme dostat do marasmu cenzury a procesů, ţe se můţe stát to a ono, jsou prostě slabí lidé, kteří umějí ţít jen v iluzích jistoty.
Las personas que hoy están cayendo en la depresión y el derrotismo, comentando que no hay suficientes garantías, que todo podría terminar mal, que podríamos terminar nuevamente en un marasmo de censura y juicios, que esto o lo otro podría suceder, son simplemente gente débil, que puede vivir solo en ilusiones de certeza.

Sin embargo, en marzo de 1969 el nuevo Gobierno checoslovaco respaldado por los soviéticos instituyó una censura total, poniendo fin a las esperanzas de que la normalización llevaría a las libertades de la Primavera de Praga. Se presentó una declaración ante el Presídium condenando a los medios de comunicación como cómplices contra la Unión Soviética y el Pacto de Varsovia por su apoyo a las medidas de liberalización de Dubček. Finalmente, el 2 de abril de 1969, el Gobierno adoptó medidas «para asegurar la paz y el orden» a través de una censura aún más estricta; con esto la libertad de los medios de comunicación retornaría luego del deshielo de Europa del Este.
Los antiguos estudiantes de Praga (entre ellos Constantine Menges) y los refugiados checos que pudieron escapar o reasentarse en los países occidentales continuaron abogando por los derechos humanos, la libertad religiosa, la libertad de expresión y el asilo político para los presos políticos y los disidentes. Muchos expresaron su preocupación por la prolongada ocupación de Checoslovaquia por parte del Ejército Rojo, que cesaría poco antes de la caída del Muro de Berlín en noviembre de 1989 y la posterior disolución de la Unión Soviética.

### Impacto cultural

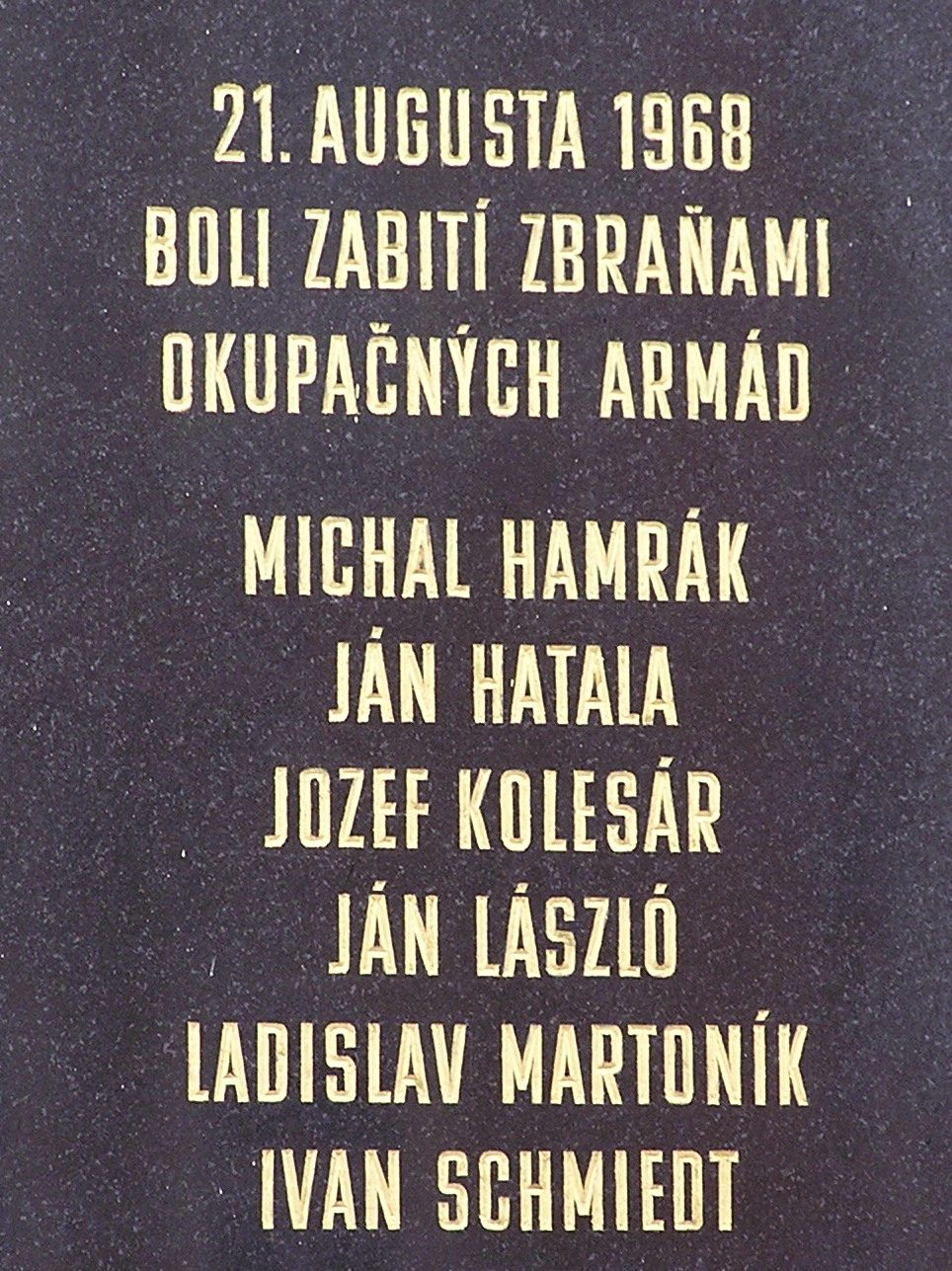
Placa conmemorativa en Košice, Eslovaquia

Una década después, la Primavera de Praga «prestó» su nombre a un periodo de apertura política en China, conocido como la Primavera de Pekín. En el siglo siguiente la opresión de la Primavera de Praga se discute en la conexión de los eventos modernos.
La Primavera de Praga profundizó la desilusión de muchos izquierdistas occidentales con visiones marxistas-leninistas. Contribuyó al crecimiento de las ideas eurocomunistas en Europa Occidental, donde los partidos comunistas pretendían una mayor distancia con la Unión Soviética, y llevó finalmente a la disolución de muchos de estos grupos. Una década más tarde, un período de liberalización política en China se conoció como la Primavera de Pekín. También influyó en la Primavera Croata en Yugoslavia. En 1993, en una encuesta checa, el 60 % de los encuestados declaró tener un recuerdo personal vinculado a la Primavera de Praga, mientras que otro 30 % declaró estar familiarizado con los acontecimientos de alguna u otra forma.
El evento ha sido referenciado en la música popular, incluyendo la música de Karel Kryl, Requiem de Luboš Fišer y en Music for Prague 1968 de Karel Husa o They can't stop the spring, una canción del cantautor y periodista irlandés John Waters, que representó a Irlanda en el Festival de Eurovisión en 2007. Waters lo ha descrito como «una especie de fiesta celta de Europa Oriental y sus revoluciones y posibles resultados», citando un supuesto comentario de Dubček: «Podrán cortar todas las flores, pero no detendrán la primavera» (Pablo Neruda).
También ha aparecido en la literatura. La novela de Milan Kundera La insoportable levedad del ser (1984) se sitúa en la Primavera de Praga. En ella se muestran las repercusiones del aumento de la presencia soviética y el dictatorial control policial de la población. Una versión cinematográfica checa fue realizada en 1988. The Liberators, de Víktor Suvórov, es la descripción de un testigo ocular de la invasión a Checoslovaquia en 1968, desde el punto de vista del comandante de un tanque soviético. En Rock 'n' Roll, una obra de teatro del galardonado dramaturgo Tom Stoppard, hace referencias a la Primavera de Praga, así como la Revolución de Terciopelo de 1989. Heda Margolius Kovály también termina sus memorias Under a Cruel Star, con una vista a la Primavera de Praga la posterior invasión, y sus reflexiones sobre estos acontecimientos.
En 1971 se publicó en lengua catalana la novela Testament a Praga, escrita a cuatro manos por Tomàs Pàmies i Pla y Teresa Pàmies, padre e hija, exiliados de la guerra civil española que acabaron viviendo en Praga durante muchos años. A modo de diario y de relación epistolar, en ella narran el proceso de concienciación política con la clase obrera desde principios del siglo XX hasta el exilio y cómo la Primavera de Praga fue defendida o denostada según las visiones particulares de cada facción, pero siempre enmarcadas en el desencanto hacia la experiencia soviética.
Una adaptación cinematográfica distinta de La insoportable levedad del ser es la película Pelíšky, del director Jan Hřebejk y el guionista Petr Jarchovský, aunque centrándose más bien en el período de normalización. La película musical checa Rebelové, de Filip Renč, también representa los acontecimientos, la invasión y la posterior oleada de emigración.
El número 68 se convirtió en un icono en la antigua Checoslovaquia. El jugador de hockey Jaromír Jagr lleva el número debido a la importancia del año en la historia de Checoslovaquia. Una antigua casa editorial con sede en Toronto, llamada 68 Publishers, publica libros de autores exiliados checos y eslovacos y tomó su nombre del evento.